# Stadion im Borussia-Park
Lo Stadion im Borussia-Park, spesso abbreviato in Borussia-Park o Borussia Park, è uno stadio di calcio di Mönchengladbach, in Germania, che ospita le partite casalinghe del Borussia Mönchengladbach.
Eretto per sostituire lo storico ma piccolo Bökelbergstadion, fu inaugurato nel 2004, due anni dopo l'inizio dei lavori di costruzione, e con una spesa di 86,9 milioni di euro. È situato all'interno del Nordpark di Mönchengladbach, nel mezzo di un'area di 209.072 metri quadrati totalmente dedicata allo sport che comprende, oltre a numerosi campi di allenamento, anche il Warsteiner HockeyPark, uno degli stadi di hockey su prato più all'avanguardia al mondo.
Per gli incontri di Bundesliga la capacità è di 54.014, mentre per le partite internazionali lo stadio è omologato per 46.249 posti. Sono presenti anche 45 palchi per un totale di 684 posti e 1.758 poltrone VIP.

## Storia
Nel 1998 Rolf Rüssmann, dirigente sportivo ed ex calciatore, presentò per la prima volta un modello e un progetto per uno stadio completamente nuovo da costruire a Mönchengladbach. Concluso l'accordo con lo sponsor IBM e già individuato il sito di Nordpark, ci si apprestò a sviluppare un progetto del costo di 228 milioni di marchi tedeschi più 25 milioni per il campo e la sua manutenzione. L'impianto avrebbe dovuto avere una capacità di 54.000 spettatori per le partite di campionato e 44.000 per le partite internazionali. Le caratteristiche di questo modello di stadio erano il tetto retrattile, il prato rimovibile e la polifunzionalità. Il progetto fu, tuttavia, stracciato per mancanza di budget. 
Nel 1999, Adalberto Jordan, Siegfried Söllner e Rolf Königs assunsero la direzione del Borussia M'gladbach, tenendo in sospeso i progetti dello stadio, senza abbandonarlo completamente, perché la priorità era ripianare i debiti del club.
Nel 2000, con l'assegnazione dell'organizzazione del campionato del mondo 2006 alla Germania, emersero ufficialmente i piani di costruzione del nuovo impianto  emersi. Dopo la prima picche del marzo 2002, la dichiarazione di fallimento del gruppo Kirch stava già causando ritardi al progetto, dato che si rendevano necessari la rivisitazione e la presa in carico degli oneri finanziari. I finanziamenti furono infine garantiti e la costruzione dell'impianto poté avere inizio.
Scartati progetti di costruzioni troppo costose, con un budget di 87 milioni di euro fu implementata una soluzione ragionevole e fattibile. Per il club il progetto originario avrebbe previsto un addebito di circa 5 milioni di euro all'anno di interessi e rimborsi, un ordine di grandezza giudicato non congruo. 
La crisi del settore televisivo causata dal fallimento del magnate dei media Leo Kirch e altri fattori ritardarono ulteriormente il via libera finale. Nonostante l'imprevisto, la presidenza e la direzione del club si attivarono proficuamente. Il 13 novembre 2002 cominciarono, quindi, i lavori di sterro al Borussia-Park. 
Lo stadio, completato nel 2004, fu aperto al pubblico in occasione della partita inaugurale della Bundesliga 2004-2005. Per la prima volta nei 104 anni di storia del club, tutte le istituzioni si unirono in un unico luogo, il Borussia-Park. L'area include non solo il nuovo stadio Borussia nel cuore del parco, ma un totale di 210.000 metri quadrati di terreno di proprietà del club, con i sette nuovi campi di allenamento, la scuola calcio con collegio, parcheggi su un'area di nove ettari, uffici convenzionati con lo stadio su 18.450 metri quadrati, un museo, un fan shop, un bar dello sport e tante altre istituzioni.

## Incontri di rilievo

### Campionato mondiale di calcio femminile 2011
- Brasile- Australia 1-0 (29 giugno)
- Francia- Germania 2-4 (5 luglio)
- Francia- Stati Uniti 1-3 (13 luglio)